# Pelargoderus alcanor
Pelargoderus alcanor är en skalbaggsart. Pelargoderus alcanor ingår i släktet Pelargoderus och familjen långhorningar.

## Underarter
Arten delas in i följande underarter:
- P. a. alcanor
- P. a. thomsoni